# أرتورو مروا
أرتورو مروا (بالإسبانية: Arturo Morua)‏ مواليد 3 مايو 1978 في غوادالاخارا، هو ملاكم مكسيكي محترف يصنف ضمن فئة وزن الوسط. وهو بطل سابق لبطولة رابطة الملاكمة العالمية لوزن الويلتر الخفيف.

## إحصائيات
خاض خلال مسيرته 42 نزالا، فاز في 26 وتعادل في 1 وخسر في 15. فاز بالضربة القاضية في 15 نزالا.

## روابط خارجية
- أرتورو مروا على موقع بوكس ريك (الإنجليزية) (registration required)